# Gudarna måste vara tokiga
Gudarna måste vara tokiga är en sydafrikansk-botswansk komedifilm från 1980, regisserad av Jamie Uys. För att vara en sydafrikansk film fick den ett stort internationellt genomslag.

## Handling
En Coca Cola-flaska släpps av en pilot över Kalahariöknen, och en dag hittas den av bushmannen Xixo även kallad Xi. När han tar flaskan med sig till sin stam vänds deras liv upp och ner, och beslutet fattas att han måste kasta "gudagåvan" över världens ände.

## Om filmen
Filmen var inspelad med en låg budget men blev snabbt en internationell succé.

## Rollista (urval)
- Marius Weyers - Andrew Steyn
- Sandra Prinsloo - Kate Thompson
- N!xau - Xixo
- Louw Verwey - Sam Boga
- Michael Thys - Mpudi
- Nic De Jager - Jack Hind
- Brian O'Shaughnessy - Mr. Thompson
- Vera Blacker - Mrs. Thompson
- Ken Gampu - Presidenten
- Paddy O'Byrne - Berättare
- Jamie Uys - Pastorn

## Filmserien

### Gudarna måste vara tokiga II
Uppföljaren Gudarna måste vara tokiga II spelades in 1985, men släpptes inte förrän år 1989. Handlingen är här att Xis två barn klättar upp på en lastbil som tillhör två tjuvjägare och fastnar på den då den börjar köra. Xi måste återigen ut på en lång resa för att hitta sina barn och möter olika figurer från den västerländska kulturen. Noterbart i filmen är att djuren spelar en större roll i berättelsen och att inbördeskriget i Angola tas med i historien på ett lättsamt sätt.

### Gudarna måste vara tokiga III, IV och V
Ytterligare tre inofficiella lågbudgetfilmer spelades in på kantonesiska av filmmakare från Hongkong:
- Fei zhou he shang (1991)
- Heonggong ya fungkwong (1993)
- Fei zhou chao ren (1994)

Dessa tre filmer var rena komedier, och har inte blivit mottagna lika bra som de två första filmerna.